# Lisa van Ginneken
Lisa Mianti van Ginneken (Oosterhout, 28 de junho de 1972) é uma política neerladensa do partido social liberal Democratas 66 (D66). Trabalhou como desenvolvedora de software e, posteriormente, ministrou treinamentos organizacionais. Começou a presidir a organização Transvisie em 2017. Tornou-se membro do parlamento após as eleições gerais de 2021. Van Ginneken é a primeira pessoa transgênero a ser eleita para a Câmara dos Representantes da Holanda, onde é porta-voz do seu partido para TI, privacidade, direito da família e mobilidade.

## Primeiros anos e carreira
Van Ginneken nasceu e foi criada em Oosterhout, Brabante do Norte, com suas duas irmãs mais velhas, e seu pai era eletricista. Ela frequentou a escola secundária Mgr. Frencken College no nível havo por sete anos. Quando adolescente, ela desenvolveu jogos para o Commodore 64 para ganhar algum dinheiro extra. Entre 1991 e 1995, ela estudou informática empresarial na Universidade de Ciências Aplicadas de Brabante Ocidental. Van Ginneken começou sua carreira como desenvolvedora de software na TAS Groep e se tornou gerente e consultora na Inter Access Cens em 1997. Posteriormente, ela trabalhou para a Verdonck Klooster & Associates como consultora sênior nos anos de 2000 a 2006. Van Ginneken fundou seu próprio negócio, Grip op ICT, no último ano, trabalhando como consultora, treinadora e instrutora. Ela era proprietária de outra empresa, a cnxy, onde atuou como gerente de mudança organizacional, coach e instrutora a partir de 2014.
Em outubro de 2017, Van Ginneken tornou-se presidente da Transvisie, um grupo de defesa que representa os interesses das pessoas transgênero na Holanda, além de seu trabalho. Ela atuou lá como coordenadora desde 2016 e também foi membro do conselho por cerca de meio ano. Van Ginneken também se tornou membro do conselho consultivo do Instituto Holandês de Direitos Humanos em outubro de 2019.

## Carreira política
Nas eleições gerais holandesas de 2021, ela foi eleita para a Câmara dos Representantes. Ela foi a 22.ª candidata na lista do partido D66 e recebeu 10 969 votos de preferência. Van Ginneken decidiu se candidatar por causa dos comentários de Thierry Baudet, o líder do partido conservador e populista Fórum para a Democracia, durante a campanha para as eleições provinciais de 2019. Ela fez campanha para dar às pessoas transgênero e intersexo mais voz em seus procedimentos médicos e para limitar o poder das corporações de tecnologia.
Van Ginneken foi empossada na Câmara em 31 de março de 2021 como a primeira membro transgênero de sua história. Ela simultaneamente deixou a Transvisie e o Instituto Holandês de Direitos Humanos. Van Ginneken foi porta-voz do D66 para Tecnologias de informação e comunicação (TIC), governo digital, agências de inteligência, privacidade, direito da família, identidade, estradas, mobilidade, ferrovias e transporte público. Ela é membro dos Comitês de Agricultura, Natureza e Qualidade Alimentar; para Assuntos Digitais; para Assuntos Econômicos e Política Climática; para Comércio Exterior e Cooperação para o Desenvolvimento; para Infraestrutura e Gestão da Água; para o Interior; e para Justiça e Segurança, bem como do Parlamento do Benelux e do Comitê de Aconselhamento de Construção, que aconselha sobre a reforma do Binnenhof. Em uma entrevista, ela defendeu mais investimentos na indústria de tecnologia europeia, chamando a dependência tecnológica do continente dos Estados Unidos e da China de uma ameaça à proteção da privacidade. Ela apresentou uma emenda à Lei Transgênero no final de 2021, que tornaria possível para pessoas não binárias terem um "X" em sua identidade governamental como sua designação de gênero sem a intervenção de um juiz. O Conselho de Estado aconselhou negativamente a emenda por razões legais, e Van Ginneken posteriormente redigiu um projeto de lei em seu lugar. Ela também defendeu uma Lei Transgênero revisada que foi proposta pelo quarto gabinete Rutte e que removeria a exigência de uma declaração de um psicólogo ou psiquiatra para mudar o gênero legal de alguém. Van Ginneken disse que a barreira deixa a impressão de que as pessoas transgênero não são capazes de tomar essa decisão por si mesmas e que sua remoção ajudaria no autodesenvolvimento. Ela descartou preocupações sobre homens mudando seu gênero para entrar nos vestiários femininos, observando que os passaportes não são verificados na porta.
Ela recebeu o Prêmio Orgulho de 2021 na categoria Herói LGBTI+ Conhecido. O presidente do júri, Cornald Maas, chamou o fato de ela ser a primeira mulher transgênero da Câmara de "importante e histórico". Van Ginneken anunciou em novembro de 2022 que deixaria a plataforma de mídia social Twitter, já que o debate saudável estava sendo prejudicado por comentários de ódio, segundo ela.

## Vida pessoal
Van Ginneken é divorciada e tem um filho. Ela se mudou para Amsterdã logo após seu divórcio e mora lá desde então. Van Ginneken também residiu em Breda e Zoetermeer. Ela é transgênero e sua transição para mulher começou em 2014. Ela passou por uma cirurgia de redesignação sexual na Tailândia em junho de 2016.
Van Ginneken é atriz e encenadora de teatro amador.

## Desempenho eleitoral
| Ano  | Eleição                   | Partido | Partido       | Pos. | Votos  | Resultado          | Resultado        | Ref.   |
| Ano  | Eleição                   | Partido | Partido       | Pos. | Votos  | Bancada partidária | Votos individual | Ref.   |
| ---- | ------------------------- | ------- | ------------- | ---- | ------ | ------------------ | ---------------- | ------ |
| 2021 | Câmara dos Representantes |         | Democratas 66 | 22   | 10 969 | 24                 | Venceu           | [ 23 ] |
| 2023 | Câmara dos Representantes |         | Democratas 66 | 12   | 11 122 | 9                  | Perdeu           | [ 24 ] |